# Polydrusus astutus
Polydrusus astutus — вид долгоносиков-скосарей из подсемейства Entiminae.

## Распространение
Обитают в Болгарии, европейской части Турции, Украине.

## Описание
Жук длиной 4-7 мм. Анальный стернит в чешуйках. волоски на тёмных местах хорошо заметны, слегка приподнятые. На надкрыльях чешуйки распределены очень неравномерно, большие пятна, кажущиеся голыми, многочисленны.